# Sonic X
Sonic X (Japonés: ソニックX, Hepburn: Sonikku Ekkusu) es una serie de televisión de anime japonesa basada en la serie de videojuegos Sonic the Hedgehog de Sega. Producida por TMS Entertainment en asociación con Sega y Sonic Team, y dirigida por Hajime Kamegaki, Sonic X se emitió inicialmente durante cincuenta y dos episodios y se emitió en TV Tokyo desde abril de 2003 hasta marzo de 2004. Otros veintiséis episodios se emitieron en América del Norte, Europa y el Medio Oriente de 2005 a 2006. La localización y transmisión en Estados Unidos estuvo a cargo de 4Kids Entertainment, quien lo editó y creó música nueva.
La serie sigue a un grupo de animales antropomórficos que accidentalmente se teletransportan desde su planeta de origen a la Tierra después de intentar salvar a uno de sus amigos de su enemigo, el Doctor Eggman. Separados, Sonic the Hedgehog es salvado por un niño llamado Chris Thorndyke, quien lo ayuda a encontrar a sus amigos mientras pelea repetidamente con Eggman y sus robots por el control de las poderosas Esmeraldas Caos y se convierte en una celebridad. El arco final de la trama muestra a Sonic y sus amigos regresar con Chris a su mundo; salen al espacio exterior con una criatura parecida a una planta, llamada Cosmo, y luchan contra un ejército de alienígenas llamados Metarex.
Sonic X recibió críticas mixtas. En general, se valoró negativamente su localización estadounidense y los personajes humanos, pero elogiaron su trama y animación. La serie fue popular en los Estados Unidos y Francia, aunque menos en Japón, su país de origen. Su merchandising incluía un videojuego de entretenimiento educativo para Leapster, un juego de cartas coleccionables, una serie de cómics con una historia original, varios juguetes y otros artículos.

## Argumento

### Primera temporada
En el planeta Mobius, Sonic the Hedgehog, Miles «Tails» Prower y Amy Rose intentan rescatar a Cream the Rabbit y su mascota Cheese the Chao del malvado científico loco y mortal némesis del grupo, el Doctor Eggman, que ya ha recuperado las siete Esmeraldas Caos. Mientras intenta destruir su base, uno de los robots de Eggman le dispara al dispositivo contiene las Esmeraldas, provocando que esta active accidentalmente el «Control Caos», el cual crea una gigantesca explosión de luz y una onda expansiva que alcanza a todos en un radio de varios kilómetros a la redonda. A raíz de lo que pasó, la explosión de luz termina teletransportando a Sonic, Eggman —y sus robots—, Tails, Amy, Cream y Cheese, así como a Knuckles the Echidna, Rouge the Bat, Big the Cat —con su rana mascota Froggy— y al equipo Chaotix —un equipo de detectives compuesto por Vector the Crocodile, Espio the Chameleon y Charmy Bee— al planeta Tierra a través del espacio-tiempo. Por otro lado, Sonic se despierta en el planeta Tierra, en medio del tráfico de la ciudad donde momentos después es perseguido por la policía de la ciudad ficticia de Station Square (California) donde también es perseguido por la unidad especial de velocidad policial conocidos como el Equipo V —Equipo S en España—, sin embargo el erizo velocista consigue evadirlos con su velocidad supersónica. Tras lograr evadirlos, Sonic sigue volando por el aire debido al impulso y termina cayendo accidentalmente en la piscina de una mansión y como el erizo velocista no sabe nadar, este termina hundiéndose en el fondo de la misma, sin embargo poco después el erizo es rescatado por un niño de doce años llamado Christopher «Chris» Thorndyke, que vive casualmente en la mansión donde aterrizo con su madre Lindsey que es una famosa actriz, su padre Nelson que es CEO de una prestigiosa compañía, su abuelo científico Chuck, la criada y chef Ella y el mayordomo, el Sr. Tanaka. En un principio, Chris intenta ocultar a los amigos antropomórficos de su familia hasta que Cream los delata accidentalmente, pero a pesar de eso todos construyen una buena relación con la familia y los amigos de Chris, Danny, Frances y Helen —la novia de Chris al final de la serie—. El Doctor Eggman se da a conocer al traer su robot Missile Wrist para atacar la ciudad de Station Square en su primera parada para apoderarse de la Tierra, lo que lo llevó a su primera pelea con Sonic allí. 
Sonic y sus amigos aún quieren regresar a casa, por lo que pelean repetidamente por las Esmeraldas con el Doctor Eggman, sus asistentes robóticos, el hiperactivo Bokkun, que busca llamar la atención, y los torpes Bocoe y Decoe, y sus robots armados más grandes. La pelea de Sonic y Eggman llama la atención del presidente de la nación no identificada, por lo que Knuckles, Rouge y el agente federal Topaz trabajan juntos para detenerlo. Los otros residentes antropomórficos pronto se unen a la cruzada y, cuando Sonic derrota a Eggman con la ayuda de sus amigos, es aclamado como un héroe junto con sus amigos.

### Segunda temporada
Tras su primera derrota, Eggman despierta a una criatura llamada Chaos de la Master Emerald. Los animales luchan una batalla perdida para recuperar las Esmeraldas hasta que Chaos absorbe a las siete y se vuelve gigante en su forma perfecta, pero una joven equidna llamada Tikal, que se sello su propia alma y a Chaos en la Master Emerald hace milenios atrás, emerge para ayudar a aplacarlo y a ayudar a Sonic y los demás en buscar una forma de detenerlo antes de que sea tarde. Después de que Sonic usa las Esmeraldas Caos para convertirse en Super Sonic, el erizo velocista consigue por fin derrotar a Chaos, quien finalmente se purifica y regresa a la Master Emerald con Tikal.
Poco después de los acontecimientos con Chaos, la ciudad comienza a recuperarse de la destrucción y donde el gobierno comienza a desarrollar máquinas más avanzadas para hacerle frente a Eggman y sus secuaces en caso de que vuelva a atacar, por otro lado Eggman espía a los miembros del gobierno y se da cuenta de la tecnología que están desarrollando y descubre que estos están creando robots similares a los suyos, donde posteriormente se infiltra en el sistema para averiguar de donde sacaron esa información y para su sorpresa encuentra el diario de su abuelo Gerald Robotnik y descubre que el gobierno se baso en los manuscritos del diario de este para ello, pero justo cuando intenta indagar más a fondo en el diario, Eggman se encuentra con un archivo clasificado ultrasecreto del cual el gobierno no ha podido abrir en los últimos años y trata de abrirlo, pero pronto descubre que las contraseñas de seguridad de su abuelo no funcionan, hasta que rápidamente descubre cuál es la contraseña real que abre el archivo y para su desagrado es el nombre de la nieta de Gerald, así como también sobrina de Eggman, la mismísima Maria Robotnik y finalmente consigue abrir el archivo, sin embargo el gobierno lo descubre infiltrado en el sistema y ordenan apagar el sistema antes de que saque la información que busca, al ser descubierto el mismo Eggman crea una copia de seguridad del diario de su abuelo y la guarda en su computadora con éxito y también elimina el archivo original que estaba en manos del gobierno. Al ya tener posesión total del archivo, Eggman descubre un antiguo proyecto que su abuelo Gerald creó años atrás llamado Proyecto Shadow, el cual se encuentra en una base militar secreta. Después de ser liberado por Eggman, el erizo negro Shadow irrumpe en un museo para robar una esmeralda, lo que hace que arresten a Sonic por error. Por otro lado, Amy lo rescata, pero Shadow, Eggman y la engañosa ladrona Rouge escapan a la Estación Espacial ARK, donde Eggman amenaza con usar el arma principal de la misma llamada Cañón Eclipse para destruir el planeta Tierra a menos que se rindan ante el, como parte de la advertencia y a modo de demostración, el mismo Eggman ordena disparar el láser del Cañón Eclipse a potencia limitada y destruye la mitad de la Luna. Mientras tanto, Eggman recolecta las Esmeraldas para alimentar el Cañón Eclipse, pero esto desencadena un programa que Gerald estableció años atrás, lo que hará que la Colonia Espacial ARK se precipite fuera de control hacia la Tierra, destruyendo el planeta en menos de media hora. Gerald hizo esto para vengarse de la humanidad, a quien culpó por la muerte de su nieta María después de que ella muriera en una incursión militar planeada por el gobierno en la Estación Espacial ARK para arrestarlo. Todos se unen y trabajan juntos para cerrarlo excepto Shadow, que no simpatiza y cree que ha cumplido su propósito de venganza. Chris se enfrenta a Shadow y le recuerda el último deseo de María de que Shadow sea un protector de la humanidad y que los guíe y los ayude. Conmovido hasta las lágrimas y con un nuevo sentido de propósito, Shadow se une a Sonic y ambos encienden usando las Esmeraldas y teletransportan la Estación Espacial ARK lejos de la Tierra y la envían nuevamente a su órbita original, aunque lamentablemente Shadow acaba muriendo en el proceso. Tras este evento, Sonic, sus amigos y Eggman reflexionan sobre el sacrificio de Shadow y regresan a la Tierra.
Un tiempo después, otro evento de «Control Caos» sigue teletransportando más animales y habitantes del planeta Mobius de Sonic al planeta Tierra, incluida la Agencia de Detectives Chaotix: Vector the Crocodile, Espio the Chameleon y Charmy Bee, así como la madre de Cream, Vanilla the Rabbit, a quien los Chaotix ayudan a reunirse con Cream. Por otro lado, Eggman reconstruye la mitad de Luna que destruyó con el Cañón Eclipse previamente en los acontecimientos de la Estación Espacial ARK como parte de su remordimiento por lo que hizo, sin embargo su posición cambia, creando un eclipse solar, por lo que fabrica y vende «Faros Solares» para replicar la luz del sol en lo que se soluciona el problema. Sin embargo, Sonic conociendo bien a su némesis ve a través de sus motivaciones codiciosas y expone a Eggman, quien luego es arrestado por el fraude. Mientras tanto en la isla donde están los restos del laboratorio de Eggman en el que llegaron la primera vez, el robot mensajero Bokkun activa un robot Gizoid llamado Emerl, que rápidamente se alía con las personas antropomórficas y Eggman escapa de la prisión. Emerl gana una Esmeralda en un torneo de artes marciales que involucra a numerosos héroes y villanos, pero se vuelve loco y comienza a destruir la ciudad, lo que obliga a Cream y Cheese a destruirlo.
Más tarde, dos físicos del gobierno aparecen en la mansión de Chris para anunciar que el planeta Mobius de Sonic y el planeta Tierra de alguna forma fueron un solo mundo dividido en dos por un evento catastrófico, pero ahora se están reuniendo, lo que detendrá el tiempo de forma irreversible y la única forma de detenerlo es enviar a todas las criaturas antropomórficas de vuelta a su planeta natal y su año correspondiente. Enterados del asunto, Tails y Chuck comienzan a construir una puerta Inter-dimensional para teletransportar a Sonic y compañía a su planeta natal Mobius usando el Control Caos, pero Chris no quiere que sus nuevos amigos se vayan porque no quiere volver a estar solo otra vez. Cuando termina y todos sus amigos, excepto Sonic, se han ido, Chris apaga repentinamente la máquina y lleva a Sonic al bosque para esconderse por temor a que sus padres nunca vuelvan a estar en casa una vez que Sonic se haya ido. Sonic es comprensivo, pero le enseña a Chris que como compañero, ninguno puede obligar al otro a sentirse de cierta manera y que su amistad es de libre albedrío. Chris reconoce entre lágrimas que ató la libertad de Sonic hoy e impidió que su amigo volviera a casa y con remordimiento le pide disculpas por lo que hizo, mientras Sonic le dice que podrá ser fuerte incluso sin él estar allí, pero promete que se volverán a ver algún día. Más tarde, los padres de Chris lo encuentran y prometen pasar más tiempo con él y Chris, habiendo aprendido la lección y crecido como persona, va a correr por última vez con Sonic antes de separarse mutuamente y Sonic regresa a su planeta natal usando las Esmeraldas Caos y su propio Control Caos, deteniendo la fusión de los mundos causada de forma accidental por Eggman. Sin embargo, Chris promete que algún día volverá a ver a Sonic.

### Tercera temporada
Seis meses después de regresar del planeta Tierra, una raza alienígena de robots malvados conocida como Metarex intenta robarle las Esmeraldas a Sonic, pero este último con tal de no dejar que las esmeraldas cayeran en manos peligrosas decide dispersarlas por toda la galaxia. Mientras tanto, en el planeta Tierra, donde han pasado seis años y Chris ahora tiene dieciocho años de edad y ha estado construyendo los últimos años otro dispositivo similar al que su abuelo Chuck y Tails construyeron previamente para enviar a Sonic y los demás habitantes del planeta Mobius de regreso a su dimensión y tiempo, para así viajar al planeta natal de Sonic, donde espera volver a reunirse con ellos después de tantos años, pero debido a la diferencia horaria de los 2 planetas y las épocas correspondientes, el teletransportador le revierte cinco años de su edad, provocando que Chris vuelva a tener la apariencia de un niño de doce años cuando llega. Por otro lado, una chica parecida a una planta llamada Cosmo aterriza de forma fortuita en el planeta Mobius y la cuidan hasta que se recupere del choque, así que ella se une a ellos y todos abordan la nueva nave espacial de Tails, The Blue Typhoon. En el Typhoon, Sonic y su pandilla recorren la galaxia en busca de las Esmeraldas y los «Núcleos de planeta» —objetos que permiten que la vida florezca en los planetas, que los Metarex han robado para despoblar la galaxia— y luchan contra los Metarex en todo momento. En el camino, Tails y Cosmo se enamoran lentamente el uno del otro. Rouge encuentra a Shadow vivo en una cápsula en la nave de Eggman y luego lo liberan —aunque ha perdido la memoria—. Al principio, él y Rouge ayudan a Eggman —incluso salvando a Chris en una ocasión—, pero después de que Shadow presencia la muerte del luchador de la resistencia que le recordaba a María, tanto él como Rouge se van solos para luchar contra Metarex de forma independiente. Eggman finalmente se une a Metarex, aunque esto es una artimaña para recopilar más información. Después de descubrir los orígenes, métodos y objetivos de Metarex, Shadow reaparece e intenta matar a Cosmo, para gran enfado de Tails. El líder de Metarex, Dark Oak —el poderoso robot con el que Sonic luchó desde el comienzo de la tercera temporada en forma de súper—, aparece y revela que Metarex y Cosmo son de la misma especie y que secretamente implantaron un dispositivo de rastreo en su cerebro mientras extinguían el resto de su especie; ella ha sido una espía involuntaria desde entonces. Fue por esta razón que Shadow quería a Cosmo muerto. Chris, Knuckles y Tails notan que quitar el dispositivo probablemente destruirá su vista y oído para siempre. Knuckles presiona para que se lo quiten de todos modos —en la versión japonesa, insiste en encontrar una manera de quitarlo sin dañarla—, pero Tails no puede tomar ninguna decisión en este momento, por lo que se suspende la cirugía y la batalla contra Metarex continúa.
Sonic y sus amigos, junto con Shadow, Rouge y Chaotix, incluidos Eggman y sus secuaces, se dirigen al centro del universo, donde los Metarex controlan siniestramente un planeta que está hecho de agua y contiene un Planeta Huevo donde el grupo participa. Metarex en una larga pelea. Después de que Sonic casi se ahoga en él, logra liberarse luchando contra Dark Oak en su sueño, pero el planeta comienza a convertirse en una semilla gigante; los Metarex revelan que, debido a que han perdido la batalla, destruirán la galaxia con este planeta. Los Metarex luego proceden a fusionarse, formando un monstruo vegetal parecido a un dragón que se adhiere a la semilla gigante. Sonic y Shadow usan la Chaos Emerald para convertirse en Super Sonic y Super Shadow, pero aún no pueden derrotar al Metarex fusionado. Cosmo ve una visión de su madre Earthia, diciéndole que debe sacrificarse para salvar al resto. Ella se fusiona con la semilla gigante y le indica a Tails que use el cañón del Blue Typhoon para disparar a Super Sonic y Super Shadow contra ella y la semilla. Tails duda, dividido entre salvar la galaxia y matar a Cosmo, pero finalmente encuentra la fuerza interior y aniquila a Metarex junto con Cosmo, cuya semilla se dispersa por toda la galaxia junto con los Planet Eggs robados por Metarex que regresan a sus planetas originales. Dark Oak tiene un momento de arrepentimiento antes de morir mientras tiene una visión de ser recibido por Earthia cuando fallece. Shadow luego aparentemente se sacrifica para contener la explosión resultante. Después de la batalla, Sonic reaparece y le informa solemnemente a Tails con el corazón roto que no pudo salvar a Cosmo y le entrega una de sus semillas. De vuelta en el planeta Mobius, un breve periodo de paz transcurre tras la victoria en la guerra Metarex, en donde Eggman construye un dispositivo para que Chris pueda regresar a casa, ya que según Eggman tal vez el joven no recupere los años que perdió en su primer viaje a través del tiempo y el espacio, pero dicha cápsula lo ayudara a regresar y que si no se marcha ahora puede tal vez no pueda hacerlo, ya que la convergencia entre el planeta Tierra y el planeta Mobius tardaría un par de semanas o unos diez mil años en volver a alinearse, por lo que Chris le agradece por todo a Eggman y este con un poco de respeto le menciona que fue un rival digno de su respeto y le desea buen viaje de regreso, pero tan pronto como Chris se marcha Eggman afirma que esto solo fue un truco para reducir la fuerza del Equipo Sonic. La serie termina con Chris regresando a casa, pero no antes de decirle su último adiós a Sonic, quien luego, junto con sus amigos, se prepara alegremente para hacer negocios como siempre, para poner fin una vez más a los malvados planes de Eggman. Las tomas finales muestran a Shadow que está vivo en un planeta alienígena —versión japonesa— y la semilla de Cosmo brotando en el taller de Tails.

## Historia

### Creación y desarrollo

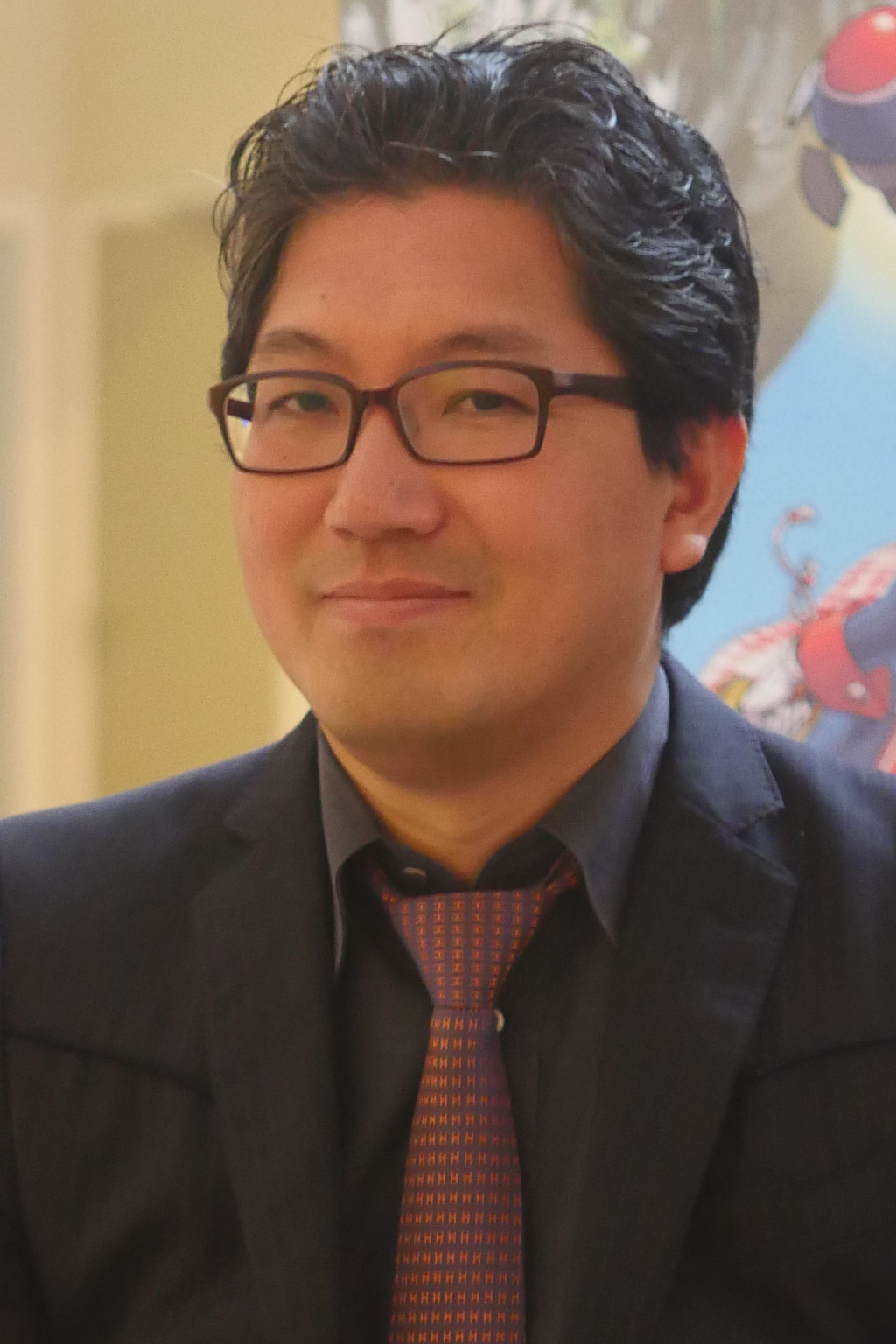
El creador de Sonic, Yuji Naka, fue el productor ejecutivo de Sonic X

El programa fue creado por TMS Entertainment, la subsidiaria de animación de Sega Sammy Holdings. Fue influenciado principalmente por otro anime en lugar de trabajo de Occidente, y fue creado para una audiencia japonesa. Yuji Naka, entonces jefe de Sonic Team, ocupó el puesto de productor ejecutivo y Satoshi Hirayama diseñó todos los personajes originales, basándose en el concepto original de Yuji Uekawa. La mayor parte de la serie consta de contenido original con personajes nuevos y establecidos, pero la segunda temporada se basa principalmente en las tramas de Sonic Adventure, Sonic Adventure 2 y Sonic Battle. Si bien está animado tradicionalmente, incluye elementos CGI no delineados para cosas como el homing attack de Sonic.
Se produjeron dos avances de la serie. El primero se desarrolló antes de que Cheese recibiera un nombre en Sonic Advance 2 (2002); se refirió a Cheese simplemente como «Chao». Se compuso en gran parte de imágenes que luego aparecerían en la introducción de la serie, pero también de escenas no utilizadas que presentaban personas antropomórficas únicas. Sega mostró el segundo, narrado en japonés, en su stand en el evento de videojuegos World Hobby Fair el 19 de febrero de 2003. Consistía principalmente en escenas de los primeros episodios, seguidas de presentaciones de los personajes principales. Sin embargo, también mostraba una imagen fija de un erizo antropomórfico plateado que nunca apareció en la serie. Los fanáticos apodaron al personaje «Nazo», basado en la palabra japonesa para «misterio» (謎 nazo?). Años más tarde, el 20 de abril de 2015, el productor de Sonic Team, Takashi Iizuka, aclaró que el personaje era simplemente Super Sonic en su forma inicial.
Varios de los artistas japoneses expresaron sus personajes en los juegos, pero también recibieron amplia información sobre los roles de sus personajes en el anime. La actriz de voz de Chris, Sanae Kobayashi, no estaba segura de poder comunicar de manera efectiva el crecimiento de Chris como persona debido a la presencia de Sonic, pero descubrió que era un objetivo que valía la pena. Chikao Ōtsuka, quien expresó a Eggman, lo encontró un personaje difícil de interpretar debido a la tensión en su voz y el deseo de que los niños que vieron el programa reconocieran al personaje como un villano pero no lo odiaran.
Iizuka creía que Sonic X y su mercancía, junto con el juego Sonic Heroes, habían ayudado a exponer la franquicia Sonic a una nueva generación de jugadores potenciales en 2003, y como resultado lo denominó «Año de Sonic». Más audazmente, Naka esperaba que Sonic X solo hiciera que la popularidad de la serie Sonic se disparara, como lo hizo la serie Pokémon después de que se lanzó por primera vez su adaptación al anime.

### Transmisión y localización

4Licensing Corporation (anteriormente conocida como 4Kids Entertainment) supervisó la transmisión de Sonic X en Norteamérica

4Kids Entertainment manejó la localización estadounidense del programa. Los episodios fueron fuertemente editados por contenido y duración; 4Kids ha sido descrito por Destructoid como «infame» entre los fanáticos del anime por este tipo de edición demasiado entusiasta. 4Kids eliminó el consumo de alcohol, lenguaje grosero, casos de ruptura de la cuarta pared y numerosas escenas sexuales. A diferencia de otras series que 4Kids tradujo entre principios y mediados de la década de 2000, como Kirby: Right Back at Ya!, Sonic X no sufrió cortes de episodios completos. Al productor Michael Haigney personalmente no le gustaba la violencia realista en los programas infantiles, pero no tenía la intención de hacer cambios masivos él mismo. En cambio, estaba sujeto a las estrictas pautas de Fox Broadcasting Company, que prohíben contenido como consumo me tabaco y violencia. En 2006, cerca del final de la producción estadounidense del programa, Haigney declaró en una entrevista que nunca había jugado un juego de Sonic, leído los cómics o visto ninguna de las series animadas anteriores de la saga.
4Kids encontró nuevos actores de voz en lugar de usar los de los videojuegos. El presidente de la cadena, Norman J. Grossfeld, invitó a Jason Griffith y Mike Pollock a una audición para interpretar a Sonic y Eggman, respectivamente, ya que los conocía por su trabajo en Ultimate Muscle y Kirby: Right Back at Ya! y los eligieron por su talento para gritar y hacer oscilar el tono; Pollock y Griffith también expresaron a Ella y Shadow. 4Kids permitió que Pollock hiciera alteraciones menores en el diálogo cuando las líneas «[no] funcionaban por algún motivo». Recordó que solo le dieron muestras breves de la voz de Eggman de los juegos —no le dijeron específicamente qué juego— y breves descripciones de los papeles de sus personajes. El resto del elenco asumió los roles de voz de sus personajes después de sus audiciones. Comenzando con Shadow the Hedgehog, el cast de Sonic X asumió sus respectivos roles de voz en todos los juegos de Sonic lanzados entre 2005 y 2010, momento en el que todos los papeles se reformularon con la excepción de Mike Pollock como Eggman.

#### Doblaje latino
A diferencia de otras series de Sonic (Adventures of Sonic the Hedgehog, Sonic SatAM y Sonic Underground), el doblaje al español latino no fue realizado en México, en su lugar, fue realizado en dos países, en Chile durante las temporadas 1 y 2, y en Argentina en la temporada 3.
La voz de Sonic, por ejemplo, no fue hecha por el mismo actor en ambos países, en Chile, le dio voz Pablo Ausensi y en Argentina Hernán Bravo.

#### Emisión
Sonic X se emitió en Japón en el horario de las 8:30 a. m. de TV Tokyo desde el 6 de abril de 2003 hasta el 28 de marzo de 2004. Constaba de tres temporadas, cada una de ellas de veintiséis episodios de media hora de duración. Las dos primeras también se distribuyeron por demora a un puñado de estaciones fuera del alcance de TX Network: cuatro estaciones miembros de JAITS —Television Wakayama, Biwako Broadcasting, Nara Television y Gifu Broadcasting— y una estación de cada una de las cuatro cadenas más grandes —Aomori Asahi Broadcasting (ANN), Nagasaki International Television), SBS (JNN) y Sendai Broadcasting (FNN)—. En Japón, la tercera temporada nunca se transmitió por televisión hasta 2020 ni se lanzó en DVD, pero estuvo disponible a través de servicios de transmisión de alquiler. 4Kids obtuvo la licencia de la serie en América del Norte desde el principio, ShoPro Entertainment también se convirtió en titular de la licencia en noviembre de 2003. Se emitió en Norteamérica en el bloque FoxBox de los canales Fox.
El 16 de junio de 2012, 4Kids en bancarrota vendió su licencia de Sonic X a Kidsco Media Ventures de Saban Brands. El 29 de abril de 2013, Vortexx de Saban Brands se asociaría con Kabillion para agregar programas como Sonic X a la programación. Desde entonces, TMS Entertainment ha tomado los derechos en EE. UU. y, en 2015, Discotek Media obtuvo la licencia de la serie junto con varias otras propiedades de TMS para lanzamientos de medios domésticos. En 2021, FilmRise recibió los derechos AVOD de 38 títulos de TMS Entertainment, incluido Sonic X para EE. UU. y Canadá.
Fuera de América del Norte y Asia, Jetix Europe —anteriormente Fox Kids Europe— tenía los derechos de la serie, que la empresa adquirió en agosto de 2003. Buena Vista International Television manejó la distribución de televisión, mientras que Jetix Europe manejó todos los demás derechos. La subsidiaria Jetix Consumer Products de la compañía tenía los derechos de consumo de la serie en los territorios paneuropeos. Las transmisiones europeas de la serie presentaban una secuencia de introducción diferente a la de las transmisiones norteamericanas, pero por lo demás era la misma que la versión norteamericana. Sin embargo, el doblaje francés europeo se basó en la versión japonesa original y no tuvo cortes. TMS Entertainment manejó los derechos de la serie en los territorios asiáticos.

### Formato casero
La serie se lanzó en DVD, en Japón, solo se lanzaron las temporadas uno y dos, y sus 52 episodios abarcaron 13 discos. De 2003 a 2009 en los Estados Unidos, 4Kids Home Video y su distribuidor exclusivo FUNimation Entertainment lanzaron cintas VHS —hasta 2005— y DVD de la serie en volúmenes de lanzamiento único y más tarde en cajas de varios discos. Los dos primeros que se lanzaron fueron «A Super Sonic Hero» y «The Chaos Factor», lanzados el 1 de junio de 2004. Otro volumen similar fue «Project Shadow», lanzado el 15 de noviembre de 2005. Salió a la venta para vincularse con el lanzamiento del juego Shadow the Hedgehog, y cubrió el primer arco que se centró en Shadow (episodios 33-38).
Discotek Media lanzó el conjunto de DVD de 8 discos, «Sonic X Collection 1» en Norteamérica, que incluye las temporadas 1 y 2 dobladas en inglés (episodios 1 a 52) el 22 de noviembre de 2016. Más tarde lanzaron el conjunto de DVD de 4 discos, «Sonic X Collection 2» en Norteamérica, que incluye la temporada 3 doblada en inglés (episodios 53 a 78) el 6 de diciembre de 2016.
El 28 de mayo de 2019, Discotek Media lanzó un conjunto de Blu-ray de 2 discos de la serie doblada al inglés con las tres temporadas y setenta y ocho episodios. A pesar del formato actualizado, la serie se basa en la cinta beta original de 4Kids, conservando una resolución de 480p en comparación con la resolución estándar de 1080p en la mayoría de los Blu-rays. El 25 de abril de 2023, Discotek lanzó un Blu-ray subtitulado de la serie completa en su idioma japonés original. Aunque remasterizada, la serie aún se presenta en definición estándar como la versión anterior.

### Música
Yoshihiro Ike compuso la partitura para la versión japonesa de Sonic X. Su tema de apertura fue «Sonic Drive», interpretado por Hironobu Kageyama y Hideaki Takatori. La serie incluyó tres temas finales: «Mi-ra-i» (ミ・ラ・イ Future?) de Run&Gun para los episodios 1 a 13, «Hikaru Michi» (光る道 Shining Road?) de Aya Hiroshige para los episodios 14 a 39 y nuevamente para los episodios 53–78, y «T.O.P» de KP para los episodios 40–52. Tres canciones de Off Course, «Kotoba ni Dekinai», «Midori no Hibi» y «Natsu no Hi», se incluyeron como canciones insertadas en las transmisiones originales de los episodios 26 y 52; estos fueron reemplazados en transmisiones posteriores y lanzamientos domésticos. Las pistas de Sonic Adventure y Sonic Adventure 2 se usaron con poca frecuencia durante algunos episodios, incluido el tema de Sonic Adventure 2 «Live and Learn» de Crush 40 en el episodio 38. La banda sonora japonesa titulada Sonic X ~Original Sound Tracks~ fue lanzada el 8 de marzo de 2004 y constaba de cuarenta pistas de música original de las dos primeras temporadas.
Los músicos de 4Kids John Angier, Craig Marks, Joel Douek, Louis Cortelezzi, Manny Corallo, Matt McGuire y Ralph Schuckett, conocidos por su trabajo en Yu-Gi-Oh!, compuso una nueva partitura de fondo para el lanzamiento norteamericano «por razones tanto artísticas como comerciales». El tema de apertura y cierre norteamericano —también utilizado como tema de cierre en la versión europea—, titulado «Gotta Go Fast», fue compuesta por Grossfeld y Russell Velázquez.

## Otros medios
Sonic X se comercializó ampliamente en varias formas de medios y otros productos. En mayo de 2004 se lanzaron dos cartuchos Game Boy Advance Video de episodios de la primera temporada de Sonic X. En octubre de 2004, ShoPro otorgó licencia a cuatro fabricantes para crear productos de Sonic X. Produjeron diversos artículos como juguetes, ropa de cama, toallas de playa, mochilas, artículos de papelería y pijamas. Se publicaron seis novelas de Sonic X entre 2005 y 2007: Aqua Planet, Dr. Eggman Goes to War, Battle at Ice Palace, y Desperately Seeking Sonic de Charlotte Fullerton, Meteor Shower Messenger de Paul Ruditis, y Spaceship Blue Typhoon de Diana G. Gallagher.

### Saga de cómics
Archie Comics, que publicó cómics de Sonic the Hedgehog hasta 2017, comenzó una serie de Sonic X en 2005. Originalmente estaba programada para publicarse solo en cuatro números, pero se extendió a 40 números debido a la gran demanda. El último número se publicó el 1 de enero de 2009 y condujo al primer arco de la serie Sonic Universe. Los cómics fueron escritos por Ian Flynn, quien también fue autor de la serie principal de cómics. Se publicaron algunos números en Jetix Magazine en el Reino Unido, Italia y Polonia.
Si bien los cómics se desarrollan durante la línea de tiempo de Sonic X, su trama es original. Eggman encarcela a humanos dentro de robots y trata de usarlos para matar a los animales, pero los animales destruyen a los robots. Eggman usa a Chao para destruir Station Square, pero Tikal y Chaos llegan del pasado, devuelven a Chao a la normalidad y los devuelven al pasado. Pronto, Sonic encuentra una máquina en el desierto y no piensa en ella, pero después de pelear con Eggman en París y un mundo extraño creado por el doctor, Eggman revela que la máquina del desierto era suya y comienza destrozar Station Square. Sonic lo derrota, pero lo acusan de trabajar con Eggman, por lo que tanto él como Eggman están encerrados. Nelson saca a Sonic de la cárcel y salva a Cream y Chris de unos fantasmas.
Eggman ejecuta esquemas más maliciosos basados en días festivos como Navidad, Día de San Valentín y el Día de San Patricio. Luego, despide temporalmente a Decoe y Bocoe y crea reemplazos, Dukow y Bukow, quienes secuestran a Sonic y lo entregan a una organización llamada S.O.N.I.C.X. Sonic escapa con facilidad, pero S.O.N.I.C.X. repetidamente intenta arruinar su reputación. Mientras tanto, los animales se enfrentan a Eggman en sus diversos planes, incluido convertirse en luchador y crear un circo, para mantener las Esmeraldas lejos de él. En el número final, un cruce con la continuidad de la serie principal de cómics, Metal Sonic de esa continuidad aparece y se alía con Eggman para derrotar a Sonic, pero la versión de Shadow de esa continuidad interviene y los transporta a él y a Metal Sonic a otra dimensión, lo que lleva a la eventos del primer número de Sonic Universe.

### Videojuegos

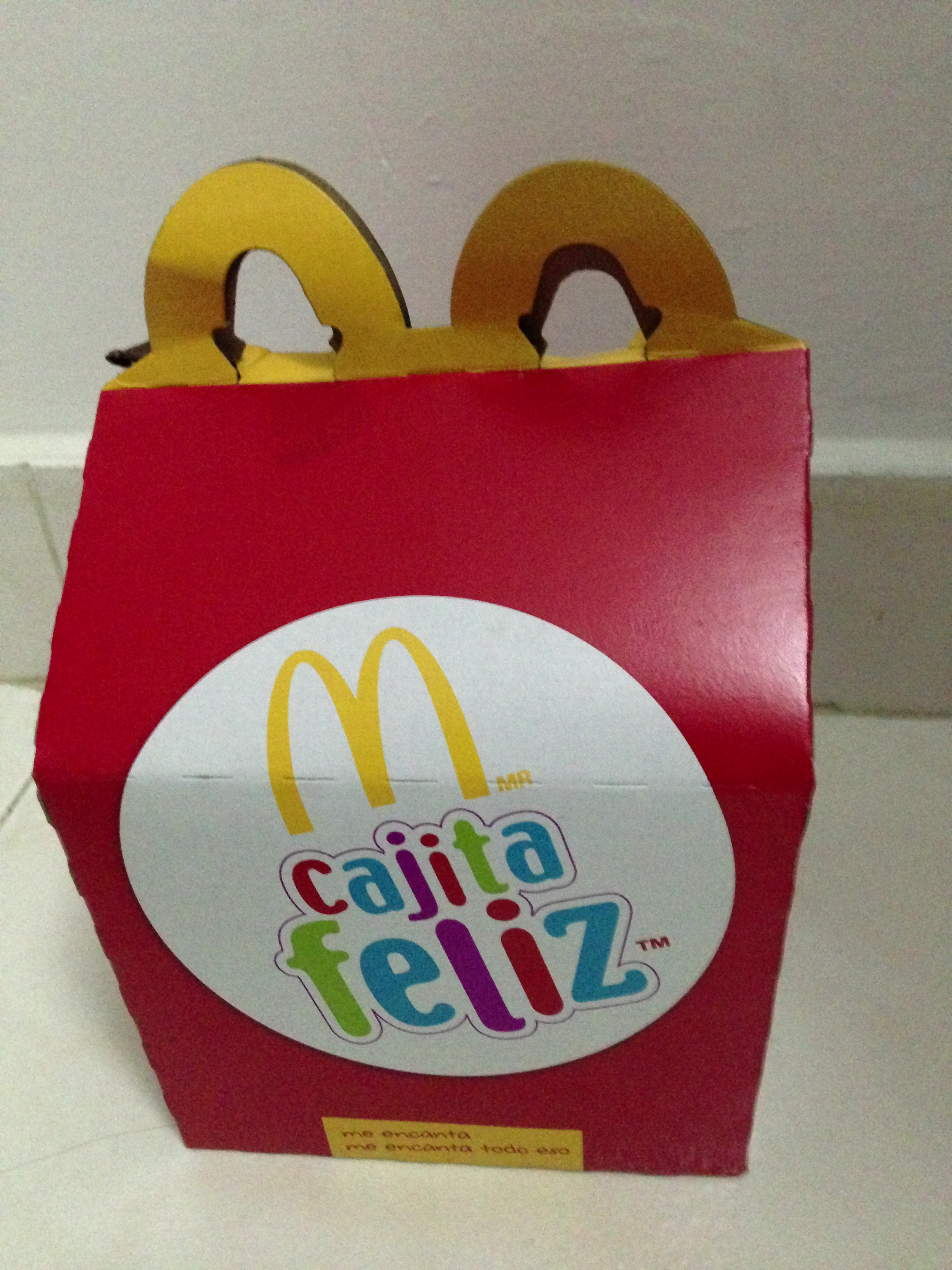
Para promocionar Sonic X se lanzaron varios juegos de consola dedicada exclusivos para la Happy Meal de McDonald's

En 2003, McDonald's empaquetó cinco juegos de consola dedicada de un solo botón diferentes, en su mayoría basados en varios deportes, con Happy Meals para promocionar Sonic X: dos con Sonic y uno para Tails, Knuckles y Shadow. Otro juego de Happy Meal basado en la pesca de Big the Cat llegó al año siguiente.
LeapFrog Enterprises lanzó un juego educativo de matemáticas Sonic X para su consola de juegos portátil Leapster; fue lanzado en 2005 en América del Norte y 2007 en Europa. El juego está protagonizado por Sonic y Chris, quienes deben rescatar a Tails, Amy y Knuckles de Eggman. Es un juego de acción/plataforma de ritmo rápido en el que Sonic corre y salta a través de los niveles y destruye los robots de Eggman en el camino. Periódicamente, Sonic debe responder preguntas de matemáticas para continuar. El juego presenta tres niveles, cada uno con sus propios conceptos matemáticos: la plaza de la estación de la ciudad —secuenciación, conteo en incrementos—; Angel Island, el hogar de la Master Emerald —adición— y la base de Eggman —resta—. También hay minijuegos basados en matemáticas que no están relacionados con los niveles para complementar estas habilidades.

### Juego de cartas
Score Entertainment creó un juego de cartas coleccionables de Sonic X para dos jugadores lanzado en 2005. Los jugadores luchan por Chaos Emeralds, quien obtenga las tres primeras victorias. Cada turno, ambos jugadores colocan cinco cartas boca abajo y voltean una a la vez; se elimina la carta que tenga un valor numérico más bajo. Eliminar las cartas del otro jugador y combinar las habilidades especiales de las propias cartas permite ganar anillos; el jugador que tenga más anillos al final del turno gana una Esmeralda. Como el juego no enfatiza la recolección de cartas raras, unos pocos paquetes de refuerzo son suficientes para construir un mazo competente. KidzWorld dio una crítica positiva, elogiando su facilidad de aprendizaje, bajo costo y estrategia inherente, pero también señaló que se siente más como un juego de cartas genérico con personajes de Sonic que como un producto totalmente basado en Sonic.

## Recepción
Sonic X recibió críticas divididas. Muchos desaprobaron su localización ubicada en Estados Unidos. Conrad Zimmerman de Destructoid citó la «localización horrible» de Sonic X como la razón principal de la negatividad. Tim Jones de THEM Anime le dio al programa dos estrellas de cinco y criticó la actuación de voz en inglés: «Es realmente molesto cómo todos los juegos recientes de Sonic usan estos actores sin talento en sus doblajes, porque hacen que las voces originales en inglés suenen como artistas galardonados». Otros comentarios sobre la estética del programa fueron en su mayoría positivos. El personal de GamesRadar admitió: «Al menos la canción encaja. No puedo imaginar a Sonic escuchando el rock ligero de Meat Loaf en Underground, pero definitivamente tocaría Sonic X». Jones elogió la música rock de Sonic Adventure 1 y 2, así como la «bonita música de piano» y los temas de introducción y cierre japoneses «pegadizos». También encontró que los fondos eran «agradables de ver», pero no le gustó el uso de CGI para el homing attack de Sonic.
También se criticaron los personajes humanos y, en menor medida, los animales. Jones describió a Chris como «un personaje aburrido y sin inspiración» y también describió a Tanaka y Ella como estereotipos «sosos» de japoneses y afroamericanos, respectivamente. Jones también criticó la presencia de Amy y Big, pero se opuso en particular a la representación de Sonic en el programa, que resumió así: «“Voy a correr por el centro hasta que suceda algo emocionante y usaré un anillo apestoso para derrotar a mis enemigos”». GamesRadar se lamentó tanto de los «personajes de aventuras pobres en orina» como de los humanos originales. En contraste, el escritor Gaz Plant de Nintendo Life opinó que «uno de los éxitos clave» de la serie fue la incorporación de numerosos personajes de los juegos, incluidos los menos utilizados como Big y Chaotix. Los fanáticos estaban divididos sobre el mérito de los Thorndykes.
El programa fue elogiado por su fidelidad a los juegos. Famitsu ofreció una crítica uniformemente positiva antes de la transmisión del primer episodio en 2003, elogiando la hábil transición de la velocidad y el estilo de los juegos a la animación, y esperaba que la serie siguiera siendo más interesante. Plant declaró que «donde Sonic X realmente tuvo éxito fue en su recuento de historias icónicas». Independientemente de los personajes involucrados, GamesRadar apreció la idea de seguir el «concepto central de Sonic». Las historias originales también fueron elogiadas. En medio de sus críticas a la mayor parte del programa, Jones elogió el primer episodio en general, especialmente su humor. Plant elogió el desarrollo del personaje que se basó en las historias de los juegos originales, especialmente la relación de Sonic y Amy y la nueva viabilidad de Chaotix como dispositivos de comedia. Al mismo tiempo, encontró el programa «sorprendentemente conmovedor», particularmente en su clímax final «emocional», y comparó favorablemente la exploración espacial de la tercera temporada con Star Trek. El primer adelanto de Famitsu llamó a la historia profunda (重厚 jūkō?). El ritmo de la serie recibió algunas críticas. Según Dave Trumbore de Collider: «Sigue siendo mucho más rápido que la serie de los 90, pero se ha ralentizado un poco con la introducción de varias organizaciones humanas terrestres».
Common Sense Media le otorgó tres estrellas de cinco y, aunque no hizo más comentarios sobre su calidad, afirmó que era apropiado para niños en edad escolar pero que algunas escenas violentas no eran recomendables para los espectadores más jóvenes. Una segunda revisión de Famitsu de más tarde en 2003 calificó el anime como un éxito sobresaliente y alentó a los lectores a sintonizarlo.

### Popularidad e impacto cultural
El programa fue bastante popular en los Estados Unidos, Francia, Indonesia y Malasia, alcanzando constantemente la posición número uno en su franja horaria en ambos países. En 2007, fue el anime más vendido de TMS en el mercado no japonés, a pesar de que la tercera temporada no se emitió en Japón hasta 2020, e inspiró a TMS a centrarse en propiedades que se venderían bien fuera de Japón. En abril de 2009, un niño noruego de seis años llamado Christer presionó a sus padres para que enviaran una carta al rey Harald V de Noruega para aprobar el cambio de su nombre a «Sonic X». Permitieron que Christer lo escribiera él mismo, pero no lo enviaron hasta que los molestó más, y el rey respondió que no podía aprobar el cambio porque Christer no tenía dieciocho años. Extendiéndose más de una década después del lanzamiento inicial del programa, ha generado memes en Internet y la frase «gotta go fast», el título de la canción que suena en la secuencia de apertura y cierre, se ha utilizado en los títulos de artículos de revistas de videojuegos para representar la serie Sonic y otros videojuegos de ritmo rápido.

## Banda sonora
Sonic X: Original Soundtrack es la banda sonora de la serie del mismo nombre. Fue lanzado en Japón el 3 de marzo de 2004 por Wave Master Entertainment.
Lista de canciones

Toda la música compuesta por Yoshihiro Ike, excepto donde se note. 
| N.º | Título                                                                                | Intérprete(s)                        | Duración |  |
| 1.  | «Sonic Drive» (versión televisiva; letras por Takeshi Aida, música por Cher Watanabe) | Hironobu Kageyama Hideaki Taketori   | 1:31     |  |
| 2.  | «Sonic's Fight» (del episodio 1)                                                      |                                      | 2:16     |  |
| 3.  | «Eggman» (del episodio 1)                                                             |                                      | 1:55     |  |
| 4.  | «Sonic» (del episodio 1)                                                              |                                      | 2:05     |  |
| 5.  | «The White Flower On Top of The Hill» (del episodio 16)                               |                                      | 1:00     |  |
| 6.  | «Sonic's Solution» (del episodio 2)                                                   |                                      | 1:02     |  |
| 7.  | «Eggman Robô» (del episodio 21)                                                       |                                      | 1:07     |  |
| 8.  | «Eggman Machine» (del episodio 33)                                                    |                                      | 2:44     |  |
| 9.  | «Encounter with Chris» (del episodio 1)                                               |                                      | 1:26     |  |
| 10. | «The Extravagant Appearance of Mom and Dad» (del episodio 6)                          |                                      | 0:48     |  |
| 11. | «Shadow (1)» (del episodio 34)                                                        |                                      | 1:24     |  |
| 12. | «Super Sonic» (del episodio 32)                                                       |                                      | 0:28     |  |
| 13. | «Shadow (2)» (del episodio 34)                                                        |                                      | 1:42     |  |
| 14. | «Amy's Hike» (del episodio 5)                                                         |                                      | 1:01     |  |
| 15. | «Egg Fort Launch» (del episodio 20)                                                   |                                      | 1:28     |  |
| 16. | «X-Tornado» (del episodio 8)                                                          |                                      | 1:05     |  |
| 17. | «Battle» (del episodio 28)                                                            |                                      | 1:27     |  |
| 18. | «All Right!» (del episodio 14)                                                        |                                      | 1:53     |  |
| 19. | «The Ghost's Tango» (del episodio 19)                                                 |                                      | 2:39     |  |
| 20. | «Amy's Hammer» (del episodio 19)                                                      |                                      | 0:38     |  |
| 21. | «Mysterious & Sexy Thief Rouge» (del episodio 11)                                     |                                      | 2:43     |  |
| 22. | «S-Team (1)» (del episodio 1)                                                         |                                      | 2:30     |  |
| 23. | «Hawk (Chinese Compilation)» (del episodio 17)                                        |                                      | 0:40     |  |
| 24. | «Eggman's African Compilation» (del episodio 18)                                      |                                      | 0:47     |  |
| 25. | «Adventure» (del episodio 14)                                                         |                                      | 1:01     |  |
| 26. | «Helen's Dinner» (del episodio 14)                                                    |                                      | 1:30     |  |
| 27. | «X-Tornado Battle Compilation» (del episodio 29)                                      |                                      | 1:07     |  |
| 28. | «The Master Emerald» (del episodio 29)                                                |                                      | 0:58     |  |
| 29. | «Chaos» (del episodio 28)                                                             |                                      | 1:30     |  |
| 30. | «Family» (del episodio 4)                                                             |                                      | 1:31     |  |
| 31. | «S-Team (2)» (del episodio 31)                                                        |                                      | 1:50     |  |
| 32. | «The Thorndyke Family» (del episodio 14)                                              |                                      | 0:38     |  |
| 33. | «Tornado Going Round and Round» (del episodio 5)                                      |                                      | 2:00     |  |
| 34. | «GUN» (del episodio 33)                                                               |                                      | 1:32     |  |
| 35. | «Coalescence» (del episodio 26)                                                       |                                      | 0:37     |  |
| 36. | «Dark Eggman» (del episodio 24)                                                       |                                      | 0:53     |  |
| 37. | «Mi-Ra-I (Future)» (créditos finales; escrito por Kazuyoshi Baba)                     | Run&Gun                              | 4:25     |  |
| 38. | «Sonic Drive» (versión completa; letras por Takeshi Aida, música por Cher Watanabe)   | Hironobu Kageyama & Hideaki Taketori | 3:46     |  |
| 39. | «Sonic Drive» (versión única; letras por Takeshi Aida, música por Cher Watanabe)      | Hironobu Kageyama                    | 3:46     |  |
| 40. | «Sonic Drive» (versión única; letras por Takeshi Aida, música por Cher Watanabe)      | Hideaki Taketori                     | 3:46     |  |